# گلن بک
گلن لی بک (به انگلیسی: Glenn Beck) (متولد ۱۰ فوریه ۱۹۶۴)، مجریِ محافظه‌کار رادیو و تلویزیون و نیز نویسنده و صاحب‌نظری سیاسی است. گلن، هم‌اکنون مجری برنامهٔ گلن بک است، که برنامه‌ای گفتگومحور است که به صورت پخش همزمان در سراسر آمریکا پخش می‌گردد. وی همچنین مجری برنامه‌ای به نام خودش است که از سال ۲۰۰۶ تا ۲۰۰۸ در اچ ال ان، از ۲۰۰۹ تا ۲۰۱۱ در شبکهٔ فاکس نیوز و هم‌اکنون در بلیز مدیا پخش می‌شود. وی به عنوان نویسندهٔ دارای ۶ کتاب در فهرست پرفروشترین کتاب‌های نیویورک تایمز است. (۵ کتاب او در زمان انتشار دارای رتبهٔ یک بودند).

## زندگی‌نامه
بک، در اورت واشینگتن متولد شد. وی در با تعالیم کلیسای کاتولیک پرورش یافت. اولین شغل وی به عنوان یک رسانه‌ای، در ایستگاه محلی شهرش و در سن ۱۳ سالگی بود. با مرگ مادرش، بک به بلینگهام، واشینگتن مهاجرت نمود و به دبیرستان رفت. بعد از فارغ‌التحصیلی، وی در ایستگاه‌های رادیویی در پروو، یوتا٬ واشینگتن، دی‌.سی. ٬کنتیکت، نیو هیون کار کرد. در طول این مشاغل، اولین ازدواج و طلاقش در زندگی وی رخ داد. وی همچنین دچار مشکلاتی از قبیل مصرف الکل و مواد مخدر شد؛ ولی در اواسط دههٔ ۹۰ میلادی ترک نمود. بعد از ازدواج مجدد در سال ۱۹۹۹، وی به همراه همسرش به مورمونیست تغییر آیین داد.
بک از طریق رسانه‌ها به شهرت و محبوبیت زیادی دست یافته‌است. این محبوبیت به خاطر بحث‌های جنجالی و انتقادیِ وی می‌باشد. طرفدارهای او نیز علت محبوبیت وی را طرفداری شجاعانه از آرمان‌های آمریکایِ سنتی، مطابق با قانون اساسی، در برابر ترقی‌خواهیِ سکولاریسم می‌دانند. منتقدانش، وی را به ترویج تئوری توطئه و لفاظی‌های آتشین برای جمع‌آوری آرای مردمی متهم می‌کنند.

## دیدگاه‌ها

### سیاسی
گلن بک خود را به عنوان به محافظه‌کارِ لیبرال توصیف می‌کند. از میان ارزش‌هایی که بک آن‌ها را در فهرست خود قرار داده می‌توان به مؤسسه خیریه خصوصی، حق زندگی، آزادی در دین، دولت محدودشده، خانواده به عنوان رکن اصلی جامعه، اشاره نمود.

### مذهبی
بک و همسرش از اکتبر سال ۱۹۹۹ به کلیسای عیسی مسیح قدیسان آخر الزمان پیوستند. وی عقیده داشت که خدا وی را از ورطهٔ مواد مخدر و الکل رهانیده است. در طی اجرای برنامه‌ای کوتاه در سال ۲۰۰۶ در سایت لیک‌سیتی، یوتا و بیان نمود که چگونه تحت قدرت شفابخشی مسیح، متحول شده‌است، که این برنامه دو سال بعد در یک دیسک فشرده، توسط شرکتی که متعلق به کلیسای مورمون است منتشر شد.

## پیش‌آمدهای زنده

گلن بک در طی تظاهرات به نامِ بازگشت افتخار

از سال ۲۰۰۵، گلن بک هر سال دوبار٬ در شهرهای ایالات متحده تورهایی را برگزار می‌نماید. اجراهای وی٬تلفیقی از استندآپ کمدی و سخنرانی‌هایی الهام‌بخش است. از این میان می‌توان به پروژهٔ ۹–۱۲ و تظاهرات جنبش چای، تظاهرات بازگشت افتخار می‌توان نام برد